# Bowmaniella floridana
Bowmaniella floridana är en kräftdjursart som beskrevs av Holmquist 1975. Bowmaniella floridana ingår i släktet Bowmaniella och familjen Mysidae. Inga underarter finns listade i Catalogue of Life.